# Johann Carl Dähnert

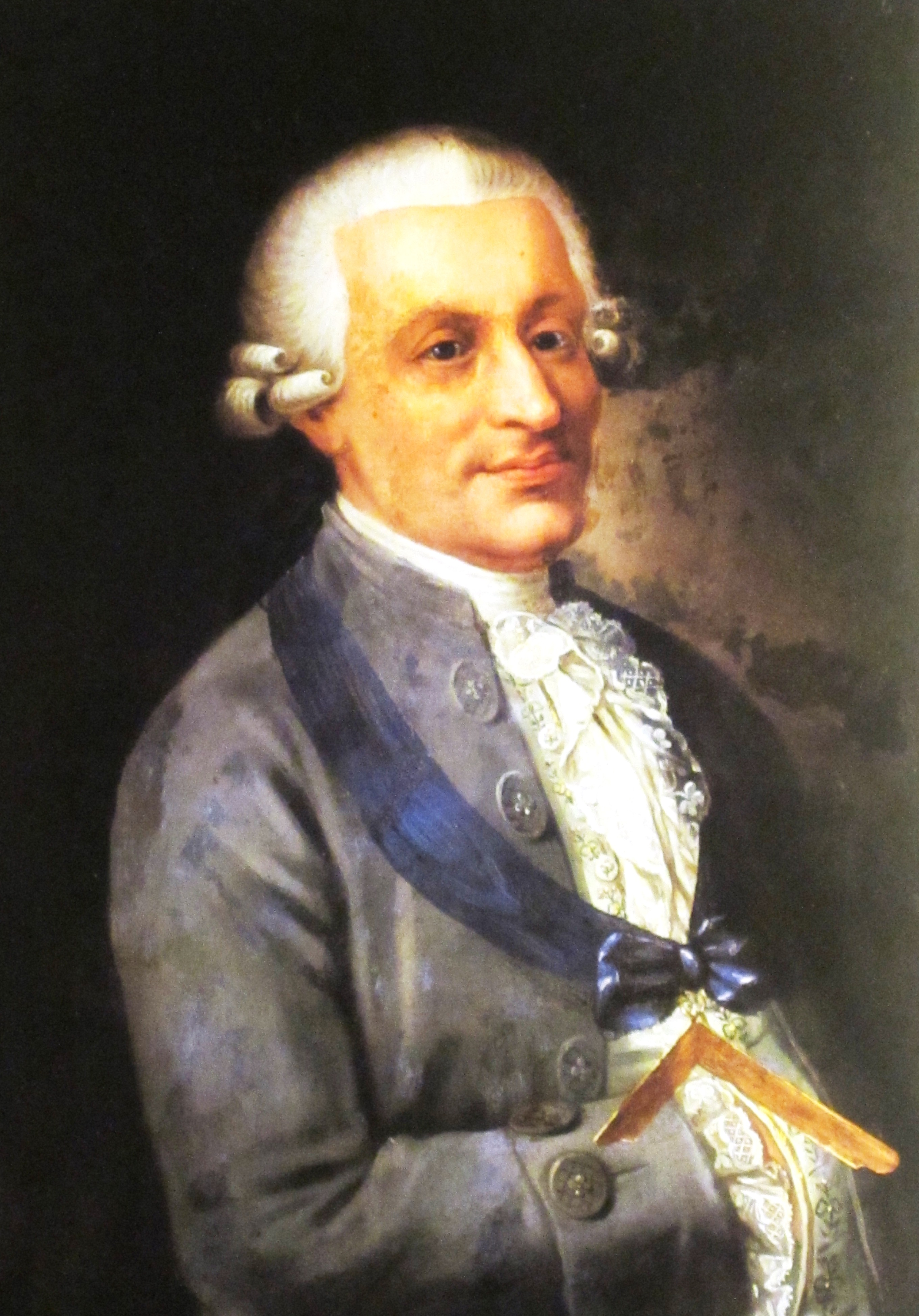
Johann Carl Dähnert, 1778

Johann Carl Dähnert (* 10. November 1719 in Stralsund; † 5. Juli 1785 in Greifswald) war ein deutscher Bibliothekar, Rechtswissenschaftler, Sprachforscher und Historiker in der Zeit der Aufklärung.

## Leben
Johann Carl Dähnert entstammte einer Stralsunder Kaufmannsfamilie. Nach dem Besuch des Stralsunder Gymnasiums ging er 1738 an die Universität Greifswald, wo er neben Theologie auch andere Studienfächer belegte. Nach drei Semestern finanzierte er seinen Unterhalt durch Repetitorien und als Hilfsprediger am Greifswalder Dom.
1743 wurde er Sekretär der 1739 gegründeten Königlich Deutschen Gesellschaft zu Greifswald, später auch deren Vorsteher (Dirigent). Zwischen 1743 und 1746 gab er das Journal „Pommersche Nachrichten“ heraus, das er ab dem 2. Jahrgang auf eigene Kosten drucken lassen musste. In dieser Zeitschrift berichtete er über die schwedische Akademie der Wissenschaften und schwedische akademische Werke.
Im Jahr 1748 wurde er Professor der Philosophie und gleichzeitig Bibliothekar an der Universitätsbibliothek Greifswald, wo er eine systematische Ordnung einführte. Ab 1750 gab er die periodisch erscheinenden Schriften „Die Kritischen Nachrichten“ und „Die Pommersche Bibliothek“ heraus. 1758 übernahm er den neu eingerichteten Lehrstuhl für schwedisches Staatsrecht und Staatsverfassung, die erste modern ausgerichtete Fachprofessur der Universität. Ferner beteiligte er sich an einer 1775 in Stralsund unter dem Titel „Pommersches Krämerdütchen“ erscheinenden Zeitschrift.
1761 wurde der Aufklärer in die Greifswalder Freimaurerloge aufgenommen. Dähnert trug wesentlich zur Verbreitung der Freimaurerei in Schwedisch-Pommern bei und blieb deren System der „Strikten Observanz“ bis zu seinem Tod treu.

## Schriften
- Pommersche Nachrichten von Gelehrten Sachen. 6 Bände, Greifswald 1743–1748 (Mikrofiche Edition: ISBN 3-89131-246-6)
  - Band 1, Greifswald 1743 (Google Books).
  - Band 2, Greifswald 1744 (Google Books); Greifswald 1753 (Google Books).
- Critische Nachrichten. 5 Bände, Greifswald 1750–1754 (Digitalisate in der Digitalen Bibliothek Mecklenburg-Vorpommern) (Inhaltserschließung)
- Pommersche Bibliothek. Band 1–5, Greifswald 1752–1756 (Digitalisat des Exemplars der Universitätsbibliothek Göttingen).
- Des Schwedischen Reichs Grund-Gesetze. Zum Gebrauch bey seinen Akademischen Vorlesungen darüber auf höchsten Befehl aus dem Schwedischen übersetzt von Johann Carl Dähnert. Rostock 1759 (Digitalisat in der Digitalen Bibliothek Mecklenburg-Vorpommern).
- Das durch seine Gebräuche Aufgedeckte Alterthum. Oder Critische Untersuchung der vornehmsten Meynungen, Ceremonien und Einrichtungen der verschiedenen Völker des Erdbodens in Religions- und bürgerlichen Sachen. Aus dem Französ. übersetzet, und mit Anmerkungen versehen von Johann Carl Dähnert Greifswald 1767.
- Sammlung gemeiner und besonderer Pommerscher und Rügischer Landes-Urkunden, Gesetze, Privilegien, Verträge, Constitutionen und Ordnungen. 8 Bde. Stralsund 1765–1802. (Digitalisate in der Digitalen Bibliothek Mecklenburg-Vorpommern).
- Neue critische Nachrichten. 10 Bände, Greifswald 1765–1774; später Johann Georg Peter Möller (Hrsg.), (Mikrofiche Edition: ISBN 3-89131-248-2) (Inhaltserschließung)
- Academiae Grypeswaldensis Bibliotheca. Catalogo Avctorum Et Repertorio Reali Vniversali Descripta, 3 Bd., Greifswald: Röse 1775-1776, (Digitalisat).
- Platt-Deutsches Wörter-Buch nach der alten und neuen Pommerschen und Rügischen Mundart. Christian Lorenz Struck, Stralsund 1781 in der Google-Buchsuche.